# Panditan
Panditan is een bestuurslaag in het regentschap Pasuruan van de provincie Oost-Java, Indonesië. Panditan telt 2605 inwoners (volkstelling 2010).